# Alexander Wagendristel
Alexander Wagendristel (* 23. März 1965 in Wien) ist ein österreichischer Komponist und Flötist.

## Leben
In den Jahren 1974 bis 1980 erhielt Alexander Wagendristel ersten Flötenunterricht an der Franz Schmidt-Musikschule in Perchtoldsdorf bei Robert Wolf. Von 1980 bis 1990 absolvierte er ein Studium an der Universität für Musik und darstellende Kunst Wien und erhielt Unterricht in Flöte bei Werner Tripp und Komposition bei Friedrich Neumann, Heinrich Gattermeyer und Erich Urbanner. Im Jahr 1988 folgte der Besuch der Darmstädter Ferienkurse für neue Musik, u. a. bei Helmut Lachenmann und Wolfgang Rihm.
An der Universität für Musik und darstellende Kunst Wien erhielt er im Jahr 1988 das Diplom mit Auszeichnung im Fach Flöte; im Jahr 1990 ebenda das Diplom mit Auszeichnung im Fach Komposition.
Seit 1987 ist Wagendristel 1. Flötist im Orchester der Vereinigten Bühnen Wien. Im Jahr 1988 gründete er mit Lukas Ligeti, Christian Minkowitsch und Friedrich Neubarth die Improvisationsgruppe Things of NowNow, deren Mitglied er bis 1992 war.
Zusammen mit Roland Freisitzer und Thomas Heinisch gründete er im Jahr 2002 das Ensemble reconsil in Wien, welches sich der Aufführung neuester Musik widmet. Seit 2006 arbeitet Wagendristel auch als Komponist von Musicalsongs und als Arrangeur.

## Auszeichnungen
- 1989: Förderungspreis der Stadt Wien[3]
- 1995: Förderungspreis der Theodor-Körner-Stiftung

## Musikstil
Hauptträger der Musik Wagendristels ist nach seiner eigenen Aussage der Rhythmus, der meist dominant, aber vielschichtig und mehrdeutig seine Kompositionen bestimmt. Der Gegensatz Tonalität-Atonalität erscheint aufgehoben und in ein alle Klangmöglichkeiten umfassendes Tonsystem eingebettet.
Wagendristels Schaffen lässt sich grob in bisher vier Stilphasen einteilen:
- 1980 bis 1987: Frühphase, Studium, Lernprozess, stilistisch eher konservativ-epigonal
- 1988 bis 1994: durch die Arbeit mit der Gruppe Things of NowNow Ausbildung eines durch György Ligeti, Igor Strawinsky und die Minimalisten angeregten, bereits sehr persönlichen Stils, der von Polymetrik und „verbogener“ Tonalität gekennzeichnet ist.
- 1994 bis 2002: Annäherung an die Klangsprache der europäischen Avantgarde, wenngleich der Ansatz mit Polymetrik und dominierender Rhythmik erhalten bleibt. Hinzu kommt die Ableitung der Tonhöhen aus der Obertonreihe – Proportionen spielen auch im rhythmischen Bereich in dieser Phase eine bedeutende Rolle. Verstärkt wird Mikrotonalität eingesetzt.
- seit 2003: Auf Basis der Erfahrungen der beiden vorangegangenen Phasen Ausbildung des vom Komponisten selbst als „seine eigene Sprache“ empfundenen Stils, dessen Hauptelemente Heterophonie, Hoketus-Techniken, eher locker gehandhabte Mikropolyphonie, Wechsel- und Polymetren bilden, dessen Tonmaterial aus der Obertonreihe abgeleitet wird – nun durchaus mit verstärkt tonal gefärbten Klängen, die aber nie in ein Retrogefühl abdriften. Deutlich merkbar sind auch Einflüsse aus Rock und Jazz sowie außereuropäischer Ethnomusik.

## Werke (Auswahl)

### Bühnenwerke
- Der Narr (A.Wagendristel nach Edgar Allan Poe), Oper in 2 Akten, op. 45 (1991–1993/1995)[4]
- Die Liebe zu den 3 Orangen (Thomas Strittmatter nach C.Gozzi), Singspiel in zwei Akten, op. 49 (1993–1994)[4]
- The Very First Soap Opera (Robert Wiche), Kurzoper, op. 71 (1997)[4]
- Ewiger Frieden (Dora Lux), Kammeroper (2020, sirene Operntheater)

### Orchesterwerke
- Erste Symphonie „Torso“ – für Orchester, op. 21 (1986, rev.1996)[4]
- Suoni Reali – für 15 Solostreicher (Streichorchester), op. 38 (1990)[4]
- m’onde – 2. Fassung für Orchester, op. 57a (1995/96)[4]
- (") Symphony Nr. 2 (") – für 4 Soloschlagzeuger und Kammerorchester, op. 66 (1996)[4]
- TYPHON – für Klavier und Orchester op. 89 (2001)[4]
- Wing – für Harfe and Orchester, op. 98 (2003)[4]

### Ensemblewerke
- Kanaillenmusik – für 12 Instrumente, op. 49c (1994/99)[4]
- Games Without Frontiers – für 15 Instrumente, op. 77 (1998)[4]
- Chorea – für 7 Instrumente, op. 84 (2000)[4]
- Split The Lark –  für Flöte und 15 Instrumente, op. 87 (2000–2001)[4]
- Glee – für Klavier and 14 Instrumente, op. 95 (2002)[4]
- Glam – für Trompete und sechs Instrumente, op. 105 (2005)[4]
- Fruit – für Altsaxophon und Ensemble, op. 109 (2005)[4]
- Love Train – für Violoncello und 6 Instrumente, op. 111 (2006)[4]
- Love Train – Fassung für Violoncello und 8 Instrumente, op. 111b (2006)[4]